# Elektrownia Wodna Krzynia

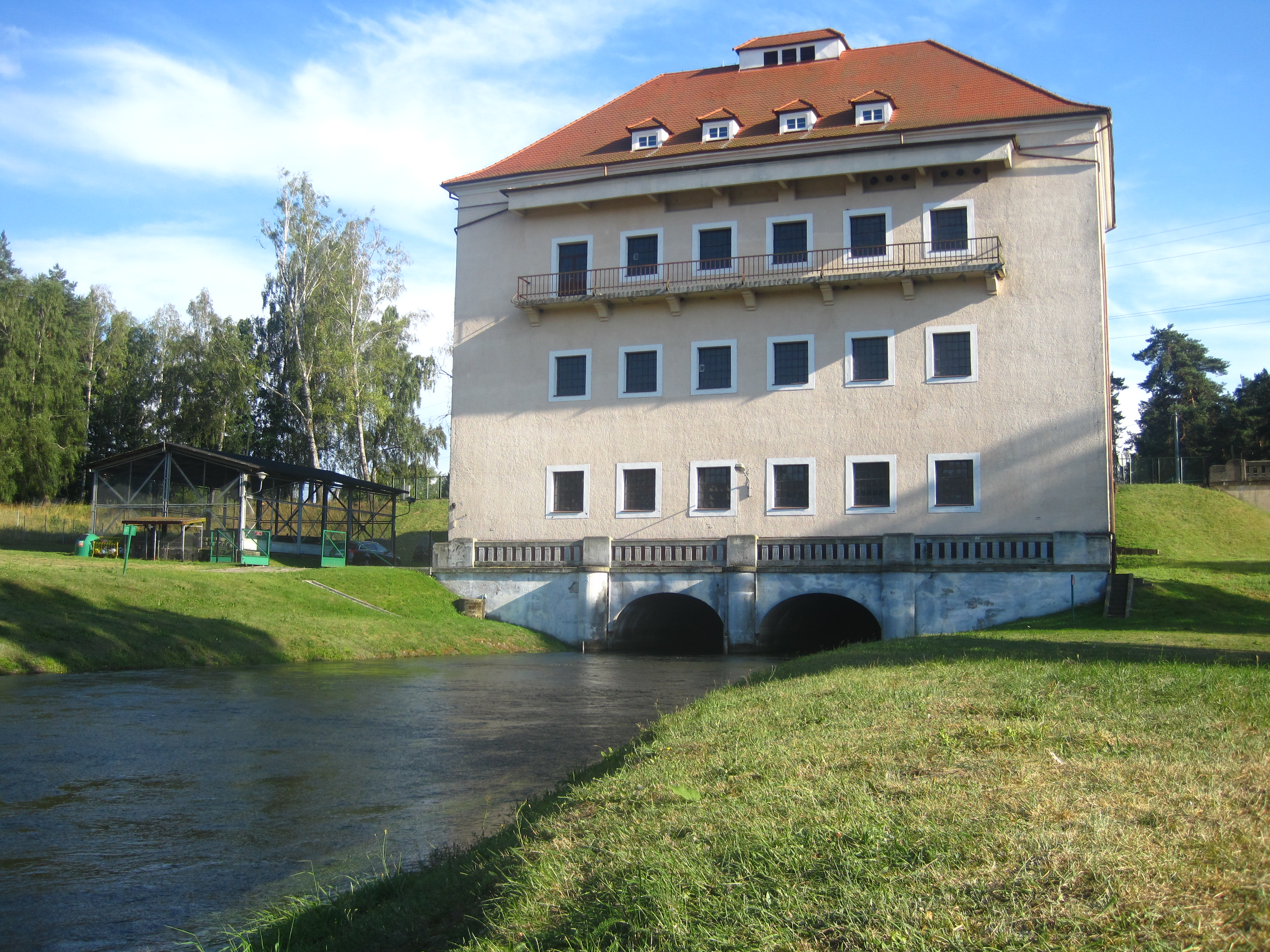
Elektrownia Wodna Krzynia wraz z kanałem odprowadzającym

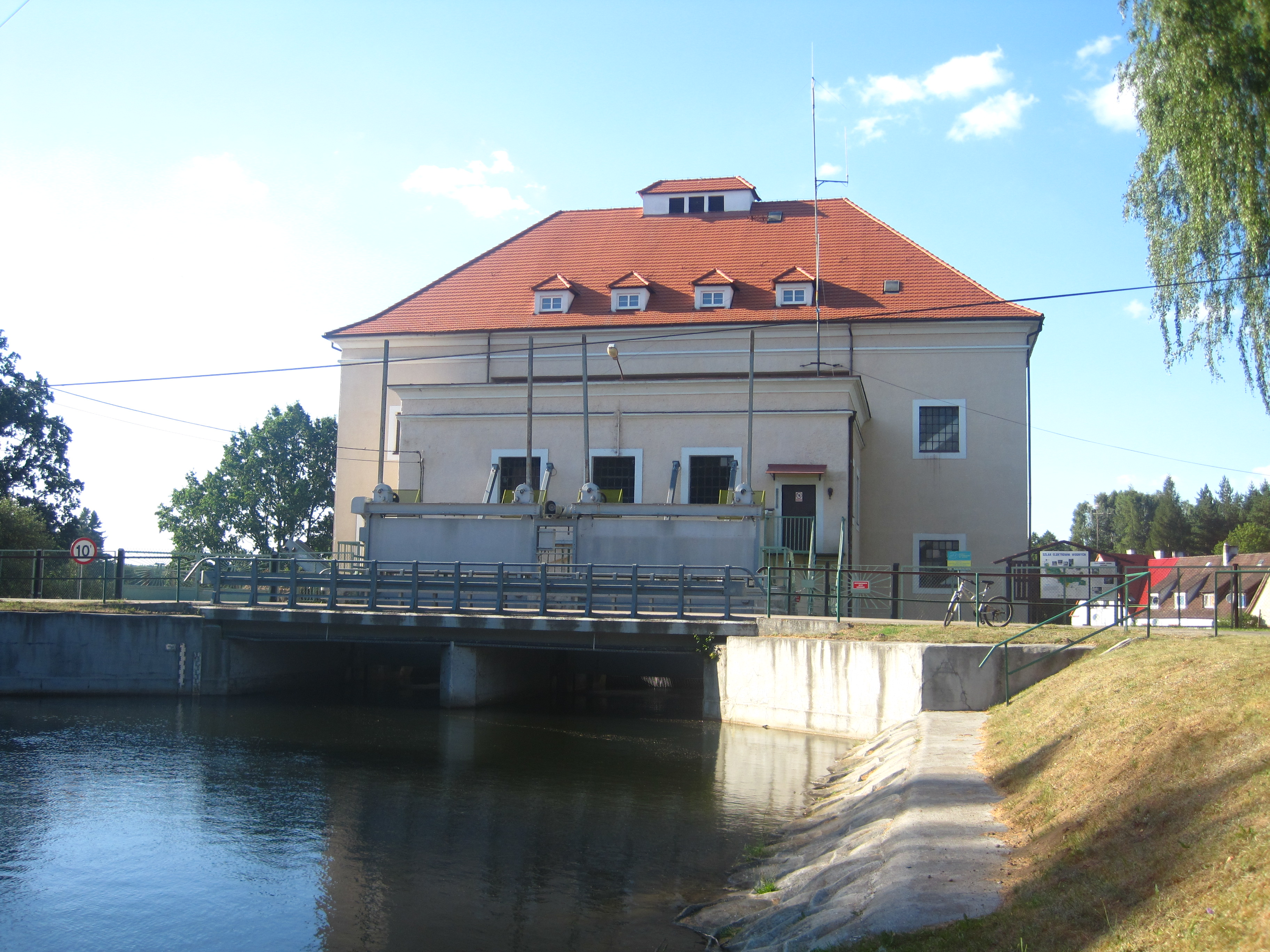
Wlot wody do elektrowni

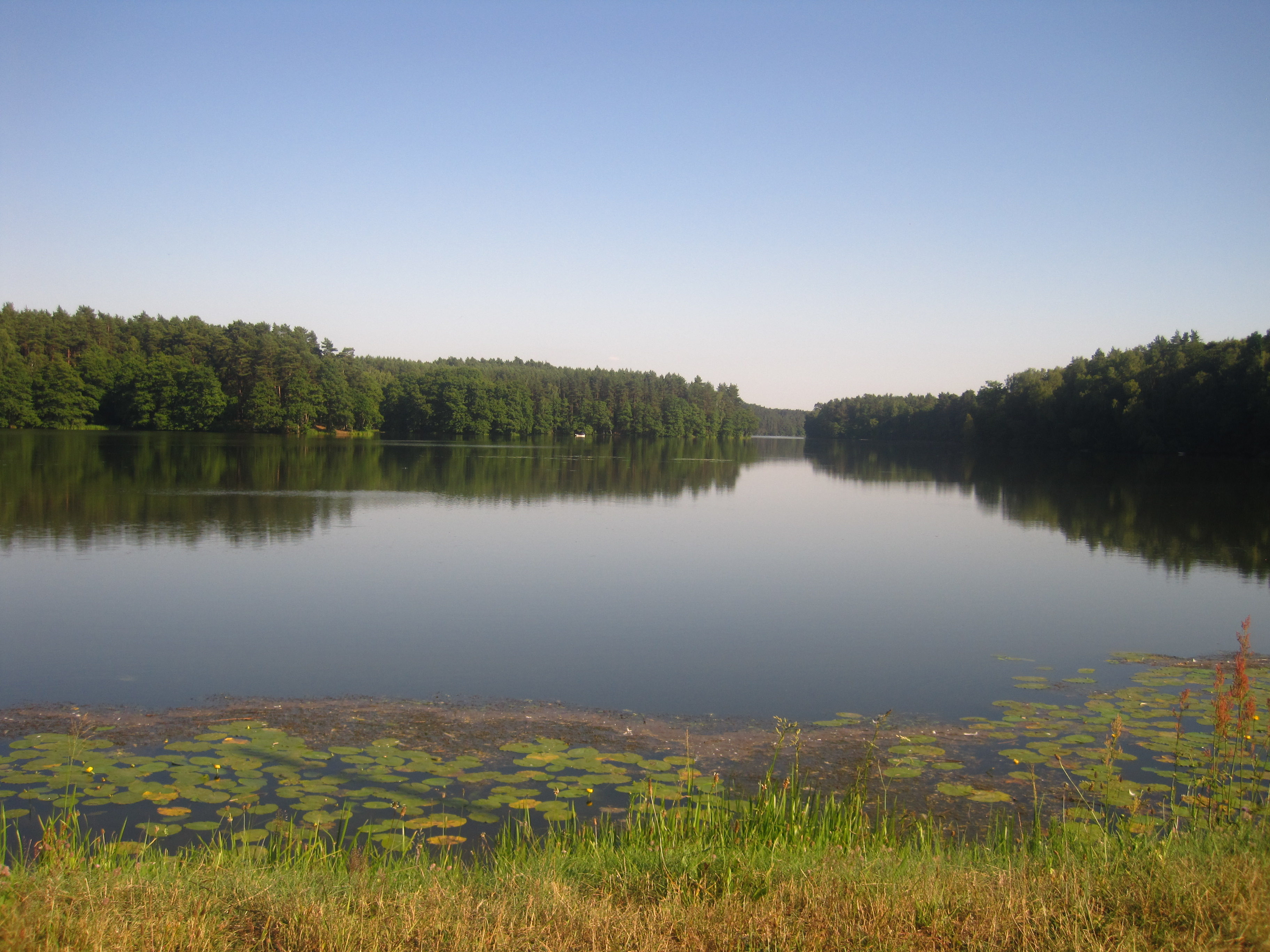
Widok z zapory ziemnej na Jezioro Krzynia

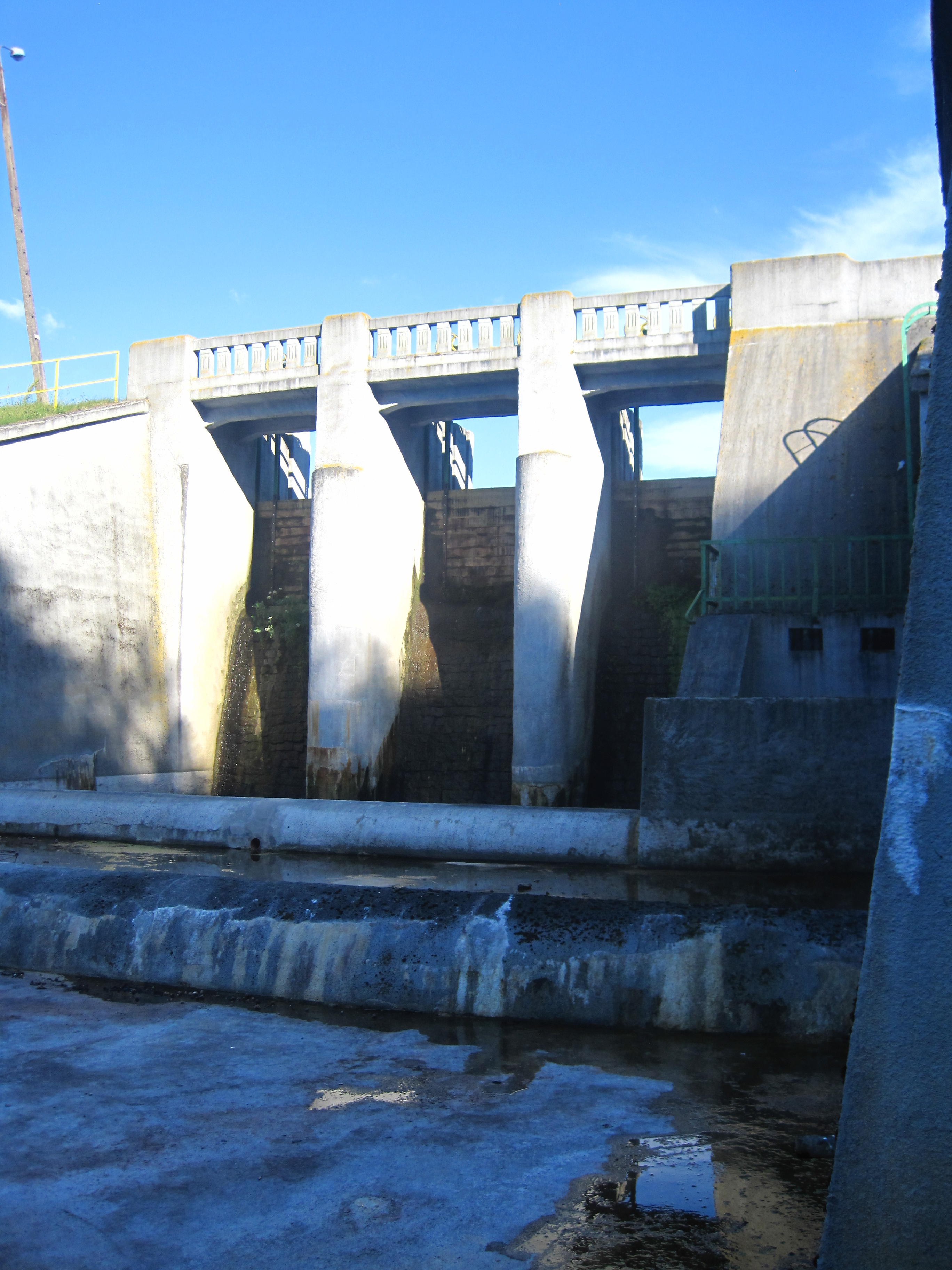
Jaz upustowy

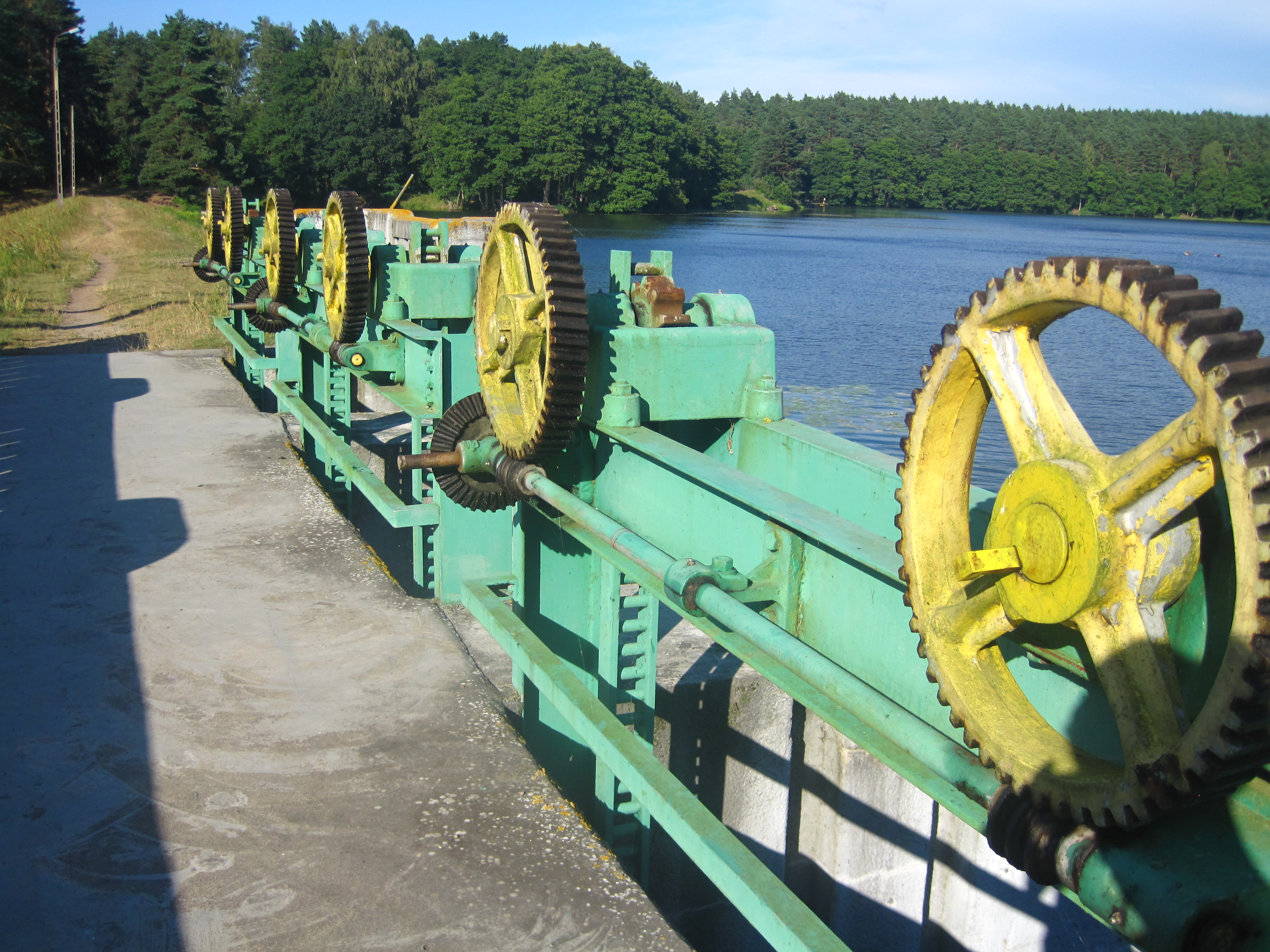
Mechanizm zamykający jazu

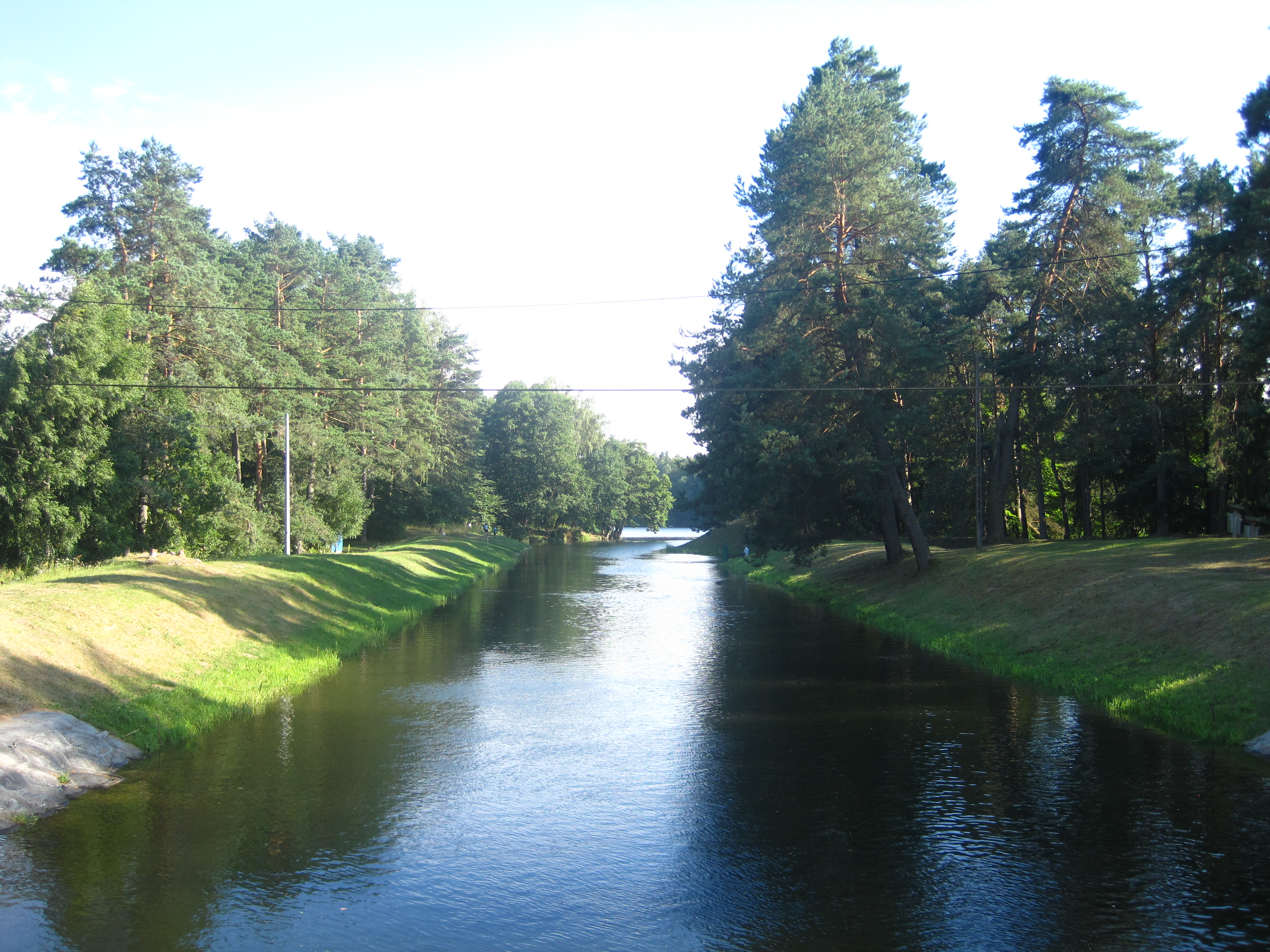
Kanał doprowadzający

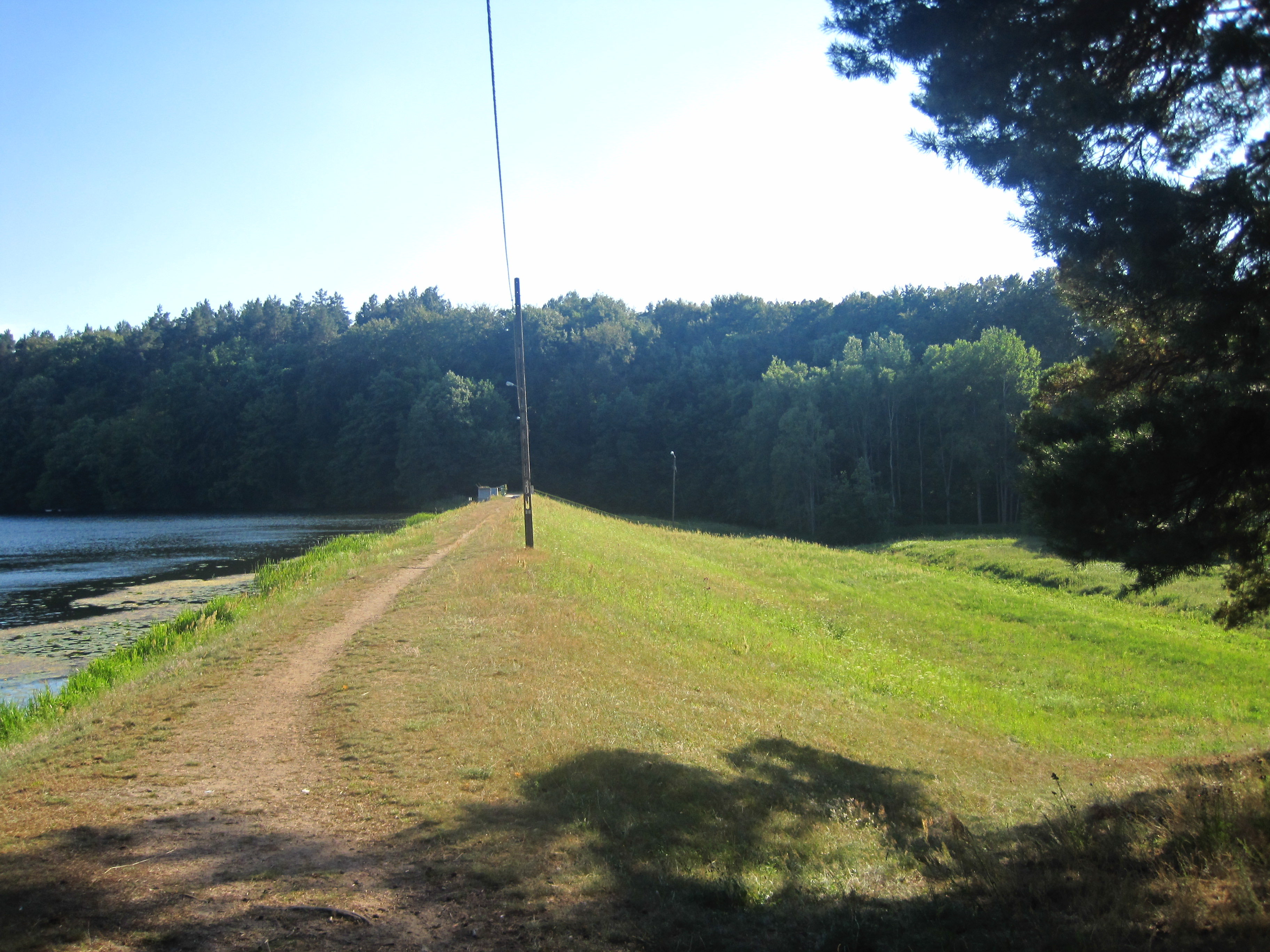
Zapora ziemna

Elektrownia Wodna Krzynia – mała elektrownia wodna na Słupi, w miejscowości Krzynia, w gminie Dębnica Kaszubska. Ostatnia większa budowla hydroenergetyczna na Słupi przed jej ujściem do morza. Ma moc 920 kW i wykorzystuje ośmiometrowy spadek wody. Obiektem zarządza spółka Energa Wytwarzanie SA, należąca do grupy Energa. Została zbudowana w latach 1925–1926. Wraz z innymi elektrowniami wodnymi w dorzeczu Słupi tworzy Szlak Elektrowni Wodnych.

## Położenie
Według regionalizacji fizycznogeograficznej Jerzego Kondrackiego elektrownia położona jest na obszarze mezoregionu Wysoczyzny Polanowskiej, zaliczanego do typu wysoczyzn młodoglacjalnych przeważnie z jeziorami. Administracyjnie jest zlokalizowana w gminie Dębnica Kaszubska w województwie pomorskim, w miejscowości Krzynia. Elektrownia usytuowana jest na 51. kilometrze Słupi, poniżej elektrowni wodnej w Strzegominie, i stanowi ostatni na rzece obiekt hydroenergetyczny przed Słupskiem. Jest także ostatnią z większych budowli hydrotechnicznych na Słupi. Mieszcząca się przy młynie zamkowym w pobliżu Zamku Książąt Pomorskich w Słupsku elektrownia spiętrza wodę na wysokość nie większą niż 1,5 m, a zasięg cofki nie przekracza granic administracyjnych miasta. Leży w granicach Parku Krajobrazowego „Dolina Słupi” i stanowi jeden z elementów Szlaku Elektrowni Wodnych.

## Budowa i działanie
W skład kompleksu hydrotechnicznego elektrowni wodnej wchodzą:
- zapora ziemna na wysokości bezwzględnej 39,8 m o długości 220 m, szerokości 4 m[10] i wysokości około 8 m[11]. Do jej budowy nie użyto materiału miejscowego wydobywanego z czaszy zbiornika, gdyż nie wykonywano w nim żadnych prac ziemnych. Jezioro powstało przez zalanie okolicznego terenu spiętrzonymi o 7 m wodami Słupi. Zapora wyposażona jest w upusty betonowe[10].

- jaz ze stałym progiem, trzema przęsłami, spustem dennym i samoczynnym upustem lewarowym oraz umocnienia betonowe. Wszystkie te elementy umiejscowione są w korpusie zapory[7]. Upust lewarowy uruchomiany jest przy przekroczeniu dopuszczalnego poziomu wody[7].

- kanał o długości 150 m, którym woda z jeziora kierowana jest do elektrowni[10].

- kanał odpływowy o długości ok. 100 m między elektrownią a zbiornikiem znajdującym się poniżej, stanowiącym wyrównawczy zbiornik odpływowy[10].

- budynek elektrowni zbudowany w formie zwartej konstrukcji z żelbetu[7].

- zbiornik retencyjny Krzynia powstały w wyniku wybudowania zapory ziemnej. Zajmuje powierzchnię 75 ha[12]. Charakteryzuje się pojemnością około 2 mln m³[12] i pojemnością energetyczną 0,64 mln m³[7]. Cofka zbiornika sięga dolnego stanowiska Elektrowni Wodnej Strzegomino[10].

Ze względu na fakt, iż elektrownia jest ostatnią z budowli hydrotechnicznych przed Słupskiem, wymagany jest przepływ poniżej 3,4 m³/s.
Praca obiektu jest zsynchronizowana z działaniem elektrowni w Strzegominie. Podczas działania elektrowni Krzynia w szczycie i jednoczesnego funkcjonowania Elektrowni Strzegomino występuje wzrost poziomu lustra wody w jeziorze Krzynia o 11 do 15 cm. Nie przynosi to jednak negatywnych skutków. Stan brzegów nie ulega pogorszeniu, gdyż wzrost i spadek poziomu lustra wody w zbiorniku przebiega bardzo wolno.
Elektrownia posiada dwa hydrozespoły. Są to dwie bliźniacze turbiny Francisa wraz z generatorami. Przełyk pojedynczej turbiny osiąga wartość do 8,5 m³/s. Pracują z mocą 430 kW każda. Generatory zostały przezwojone ze zmianą napięcia znamionowego i działają bez transformatorów blokowych. Jest to jedyny obiekt hydrotechniczny, będący w posiadaniu spółki Energa Wytwarzanie z tak charakterystycznym napięciem generatorów. W skład jej wyposażenia wchodzą również dwie hydrauliczne czyszczarki krat na wlocie do elektrowni.

## Historia
Koncepcja budowy obiektów hydrotechnicznych na Słupi zrodziła się na przełomie XIX i XX wieku. Zasadniczy wpływ na powstanie elektrowni wodnej w Krzyni miały regulacje Słupi prowadzone od 1905 r. po okres międzywojenny. Realizowane były etapami na różnych jej odcinkach. Czynności sprowadzały się do odcięcia zakoli, które charakteryzowały się największym urozmaiceniem. Przyczyniło się to do znaczącego skrócenia biegu rzeki, spowodowało zwiększenie spadku podłużnego, w wyniku czego wzrosła prędkość płynięcia wody, determinująca powstanie elektrowni.
Obiekt powstał w latach 1925–1926. Do użytku oddano ją dnia 27 sierpnia 1926 roku. W czasie II wojny światowej armia niemiecka wysadziła mosty nad kanałem elektrowni. W wyniku wysadzenia uszkodzono ścianę czołową elektrowni, a woda zalała halę maszyn. Budynek wyremontowano i uruchomiono ponownie w 1946 r.

## Przekształcenie środowiska
Poniżej zbiornika Krzynia i zamykającej go zapory powstało zjawisko wyboju miejscowego, będącego skutkiem przewagi potencjału energetycznego rzeki na tym odcinku nad transportowanym materiałem oraz spiętrzenia przepływającej wody przez urządzenia energetyczne. Próby technicznego rozproszenia energii nie przynoszą rezultatu, bowiem stopniowo wybój miejscowy rozrasta się w dół rzeki. Efektem takiego stanu jest pogłębienie koryta rzeki i jego wcięcie w powierzchnię równiny zalewowej.
Erozja zbocza wypełnionej przez jezioro doliny jest znacznie ograniczona. Większe znaczenie w przekształcaniu terenu ma akumulacja osadów. W górnych, płytkich partiach jeziora obserwuje się szybkie pokrycie powierzchni dawnej równiny zalewowej osadami niesionymi przez rzekę. Wypłycenia te są w większości zdominowane przez roślinność. W dolnej partii zbiornika, gdzie głębokość była mniejsza od 0,5 m, powstała wyspa.
Zapora piętrząca wody rzeki stanowi barierę uniemożliwiającą wędrówkę ryb. W efekcie tylko odcinek Słupi znajdujący się poniżej elektrowni stanowi tarlisko troci wędrownej.

## Turystyka
Elektrownia położona jest na Szlaku Najstarszych Elektrowni Wodnych. Powstał on w 1999 roku i obejmuje 5 zespołów hydrotechnicznych położonych w dorzeczu Słupi. Obiekt leży również przy szlaku turystycznym pieszo-rowerowym Ustka-Słupsk-Bytów, którego długość wynosi ok. 86 km.
Kompleks służy jako miejsce rekreacyjne dla mieszkańców powiatu i Słupska ze względu na walory przyrodnicze i dogodną komunikację.